# Stanisław Dunin-Markiewicz
Stanisław Dunin-Markiewicz (ur. 19 października 1885 w Warszawie, zm. 25 kwietnia 1946) – polski inżynier.

## Życiorys
Urodził się 19 października 1885 w Warszawie. W 1911 ukończył studia na Wydziale Chemii Politechniki Lwowskiej z tytułem inżyniera. Pracował w majątkach Klemensów i Zwierzyniec należących do rodziny Zamoyskich. W okresie II Rzeczypospolitej pełnił funkcję dyrektora technicznego Państwowej Wytwórni Prochu i Materiałów Kruszących w Pionkach (później przemianowana na Państwową Wytwórnię Prochu); do 1932 miasto Pionki istniało pod nazwą Zagożdżon. Dyrektorem fabryki był mjr dr inż. Jan Prot. Wyprodukowany w Pionkach materiał saperski nazwano od nazwiska S. Dunin-Markiewicza; ponadto w powstałym wskutek wsparcia PWP tamtejszym kościele św. Barbary na cześć kierowników fabryki nazwano dzwony „Jan” – Jan Prot, „Stanisław” – S. Dunin-Markiewicz i „Zygmunt” – Zygmunt Rakowicz.
Był majorem Polskich Sił Zbrojnych na Zachodzie. Zmarł 25 kwietnia 1946 i został pochowany na cmentarzu Corstorphine Hill w Edynburgu.
Był mężem Marii z Łobodzińskich, z którą miał czworo swoich dzieci, w tym córkę Barbarę po mężu Modzelewską (ur. 1920) oraz jedno adoptowane.

## Ordery i odznaczenia
- Krzyż Oficerski Orderu Odrodzenia Polski (11 listopada 1937)[4]
- Złoty Krzyż Zasługi (10 listopada 1928)[5]